# خایمی مورنو
خایمی مورنو (انگلیسی: Jaime Moreno؛ زادهٔ ۳۰ مارس ۱۹۹۵) بازیکن فوتبال اهل ونزوئلا است که در حال حاضر برای باشگاه فوتبال سینایوئن یالکاپالوکرهو بازی می‌کند. 
از باشگاه‌هایی که در آن بازی کرده است می‌توان به باشگاه ورزشی لیماسول اشاره کرد.
وی همچنین در تیم‌های ملی فوتبال زیر ۲۰ سال ونزوئلا و بزرگسالان نیکاراگوئه بازی کرده است.